# Arne Johansson (professor)
Arne Johansson, född 1930, är en svensk kärnfysiker och professor vid Uppsala universitet åren 1974–1995. Johansson var föreståndare för det nationella The Svedberg-laboratoriet i Uppsala och han hade därför ansvaret för utvecklingen av det nya partikelacceleratorsystemet kring CELSIUS-ringen.
Johansson är ledamot av Kungliga Vetenskapsakademien.